# Rio Mau e Arcos
Rio Mau e Arcos (oficialmente: União das Freguesias de Rio Mau e Arcos) é uma freguesia portuguesa do município de Vila do Conde, com 15,7 km² de área e 2643 habitantes (censo de 2021). A sua densidade populacional é 168,3 hab./km².

## História
Foi constituída em 2013, no âmbito de uma reforma administrativa nacional, pela agregação das antigas freguesias de Rio Mau e de Arcos.

## Demografia
A população registada nos censos foi:
| Distribuição da População por Grupos Etários | Distribuição da População por Grupos Etários | Distribuição da População por Grupos Etários | Distribuição da População por Grupos Etários | Distribuição da População por Grupos Etários | Distribuição da População por Grupos Etários |
| -------------------------------------------- | -------------------------------------------- | -------------------------------------------- | -------------------------------------------- | -------------------------------------------- | -------------------------------------------- |
| Antes da agregação                           |                                              |                                              |                                              |                                              |                                              |
| Ano                                          | 0-14 anos                                    | 15-24 anos                                   | 25-64 anos                                   | >= 65 anos                                   | Total                                        |
| 2001                                         | 558                                          | 449                                          | 1452                                         | 317                                          | 2776                                         |
| 2011                                         | 454                                          | 341                                          | 1487                                         | 399                                          | 2681                                         |
| Após a agregação                             |                                              |                                              |                                              |                                              |                                              |
| Ano                                          | 0-14 anos                                    | 15-24 anos                                   | 25-64 anos                                   | >= 65 anos                                   | Total                                        |
| 2021                                         | 340                                          | 313                                          | 1471                                         | 519                                          | 2643                                         |

## Património
- Igreja de São Cristovão de Rio Mau
- Ponte de São Miguel de Arcos